# Leptodactylodon erythrogaster
Leptodactylodon erythrogaster là một loài ếch thuộc họ Astylosternidae.
Đây là loài đặc hữu của Cameroon.
Môi trường sống tự nhiên của chúng là vùng núi ẩm nhiệt đới hoặc cận nhiệt đới, sông ngòi, và suối nước ngọt.
Chúng hiện đang bị đe dọa vì mất môi trường sống.